# Zjednoczone Emiraty Arabskie na Mistrzostwach Świata w Lekkoatletyce 2009
Zjednoczone Emiraty Arabskie na Mistrzostwach Świata w Lekkoatletyce 2009 – reprezentacja Zjednoczonych Emiratów Arabskich podczas czempionatu w Berlinie liczyła 2 zawodników. Żaden z przedstawicieli tego państwa nie zdołał awansować do finału.

## Występy reprezentantów Zjednoczonych Emiratów Arabskich

### Mężczyźni
| Konkurencja                | Zawodnik                  | Eliminacje | Eliminacje | Ćwierćfinał | Ćwierćfinał | Półfinał      | Półfinał      | Finał         | Finał         |
| Konkurencja                | Zawodnik                  | Wynik      | Poz.       | Wynik       | Poz.        | Wynik         | Poz.          | Wynik         | Poz.          |
| -------------------------- | ------------------------- | ---------- | ---------- | ----------- | ----------- | ------------- | ------------- | ------------- | ------------- |
| Bieg na 200 m              | Omar Jouma Bilal Al-Salfa | 20,94      | 28.        | 20,97       | 27.         | Nie awansował | Nie awansował | Nie awansował | Nie awansował |
| Bieg na 400 m przez płotki | Ali Obaid Shirook         | NU         |            |             |             | Nie awansował | Nie awansował | Nie awansował | Nie awansował |